# Kaple svatého Vojtěcha (Huť)
Kaple svatého Vojtěcha je barokní stavba nacházející se v obci Huť u Pěnčína v okrese Jablonec nad Nisou v Libereckém kraji.

## Popis
V obci Huť se nenachází žádný kostel, ale pouze kaple sv. Adalberta či Vojtěcha, což je jednoduchá stavba v barokním stylu. Kaple stojí na obdélném půdorysu s polokruhovým závěrem, na evangelijní straně je přistavěna sakristie. V jednoduchém štítu kaple je ve výklenku umístěna pískovcová polychromovaná socha sv. Vojtěcha. Nad oltářem ční ze střechy sanktusová vížka s cibulovitou bání. Vchod do kaple je opatřen novodobou mříží s motivem gotického čtyřlistu. V interiéru je oltář a v patře umístěná oratoř, strop je plochý. V současnosti kaple stojí na horní straně huťské okresní silnice v části obce „Hof" (Dvůr).
Dřevěný oltář z poloviny 18. století je zdoben několika sochami andělů a světců. Na čele menzy je namalován erb Desfoursů, a na jeho vršku stojí svatostánek zakončený plastikou beránka a krucifixem mezi dvěma andílky. Po stranách oltáře jsou brány, na nichž stojí sochy sv. Václava a Vojtěcha. Nad oltářem je zavěšen obraz sv. Vojtěcha ve zdobném rámu, po jehož stranách jsou sochy andělů. Na jeho volutovitých římsách klečí dva andílci a na hlavní římse se nachází sousoší Nejsvětější trojice.

## Historie
Huť patřila původně pod farnost Držkova, příslušela ale později od roku 1782 pod farnost tehdy nově zřízené fary v Šumburku, do které věřící obce patří v podstatě dosud (dnes farnost Krásná). První bohoslužba v huťské kapli byla tudíž zajištěna z Držkova. V roce 1694 obdržel od pražské arcibiskupské konzistoře povolení k výstavbě dřevěné kaple huťmistr Georg Wander von Grünwald (také Wanderer). Tento boží stánek nechal tedy jmenovaný zřídit, avšak na úplně jiném místě, než kde se v současnosti kaple nachází a sepsal darovací listiny v roce 1694. Po ukončení stavby se Wander opět s prosbou obrátil na pražskou konzistoř, které zhotovilo následující listinu.
Od arcibiskupské toho času neobsazené stolice se současně panu Georgu Wandersovi, výrobci skla v Huti dává plná moc a povolení s trváním jednoho roku, že ve své od základu postavené a vybavené kapli, která vysvěcená, dohlédnutá, náležitě vyzdobená v nedělích a svátcích, pro sebe a svou rodinu, když nepřízeň počasí, nebo jiná právní překážka znemožní návštěvu patřičného určeného farního kostela, ve všedních dnech, aby dle libosti svatou mešní oběť čísti nechal. Toto má obstarati na nosném oltáři od libovolného světského, nebo klášterního duchovního, který ale nesmí potutelně bez biskupského povolení a pod podmínkou, že jeho současné povolení bude přes uvedenou dobu trvat, aby předem vikáři příslušného obvodu vysokováženému panu děkanovi Johanu Francovi Fischerovi v Českém Dubu oznámil s tím, že toto povolení ve výše uvedené kapli na viditelném místě umístí a umístěno zůstane. – Tobias Adalbert Opitz, Pražská arcibiskupská kancelář, 14. 1. 1712
Tohoto povolení Georg Wander příliš neužil, jelikož ve stejném roce 19. 2. 1712 ve věku 76 let zemřel a byl pochován v Držkově. Dřevěná kaple stála v místě ještě asi 50 let dokud nezchátrala. V této době se při prodeji pozemků panství v Huti dostala kaple do majetku maloskalské vrchnosti, která nechala boží stánek nově z kamene postavit roku 1746. Dne 8. dubna 1749 byla kaple vysvěcena ke cti sv. Adalberta od vikáře Antona Klímy z Loukova. Bohoslužby byly zajišťovány od faráře z Držkova. Tamní farní kniha obsahuje: Je povinností faráře při slavnosti sv. Adalberta bohoslužby v Huti konat. Tam je veliké setkání lidí. Správce má poskytovat oběd. Zároveň při dostavení se správce je farář směrován vydat se tam, kde domy a chlévy a jiné lokality se nachází, svěcenou vodou je vykropit a tím stavení vysvětit. Roku 1864 byla kaple uvnitř a zvenčí renovována. V roce 1878 obdržel boží stánek novou věžičku včetně na vršku usazeného pozlaceného kříže a novou šindelovou střechu a nové vstupní hlavní dveře. V roce 1883 bylo rozhodnuto o stavbě nového hřbitova, který leží od následujícího roku na pravém břehu Lučního potoka, a který byl v roce 1897 značně rozšířen.

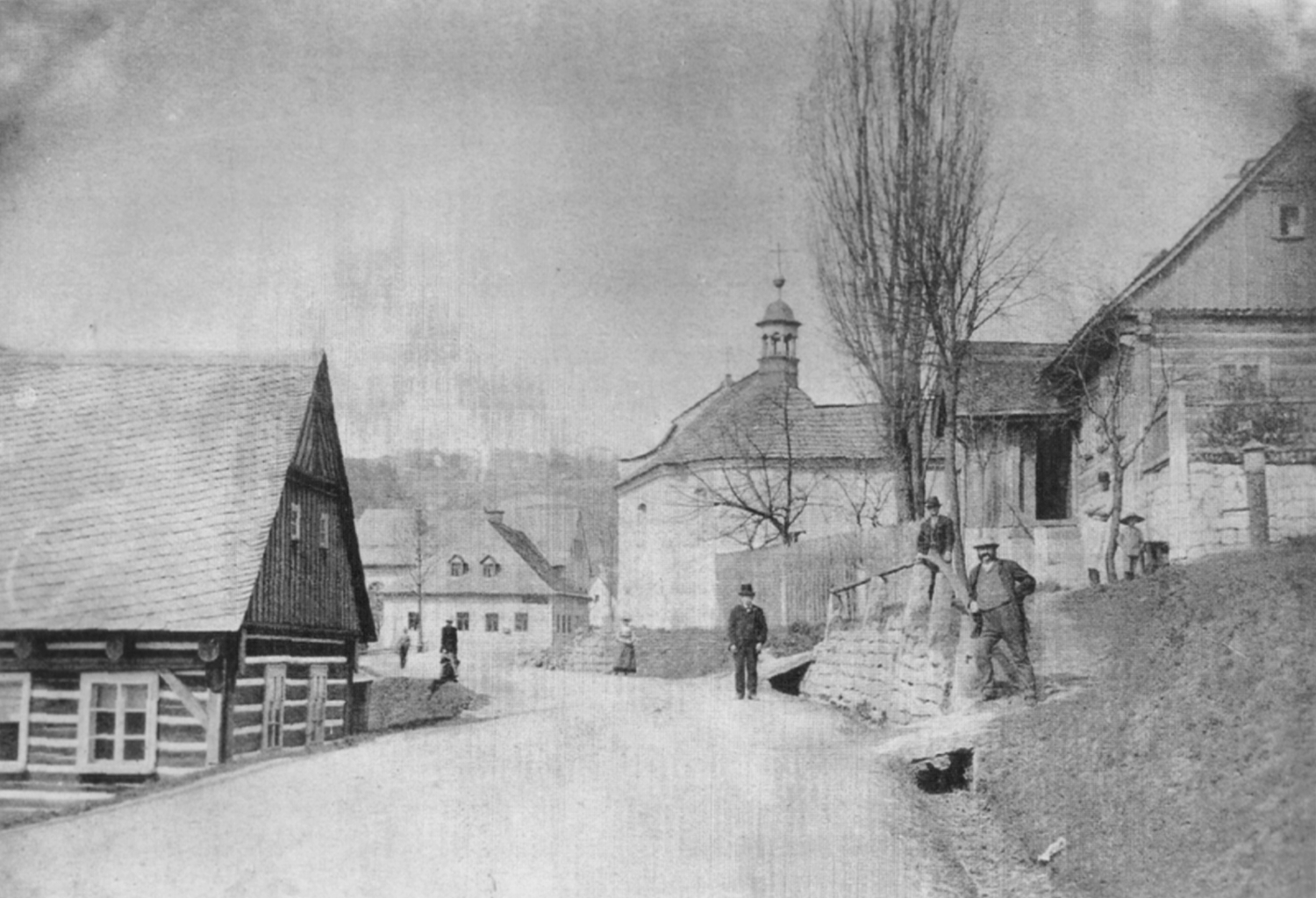
Pohled na kapli a bývalý sklářský dvůr
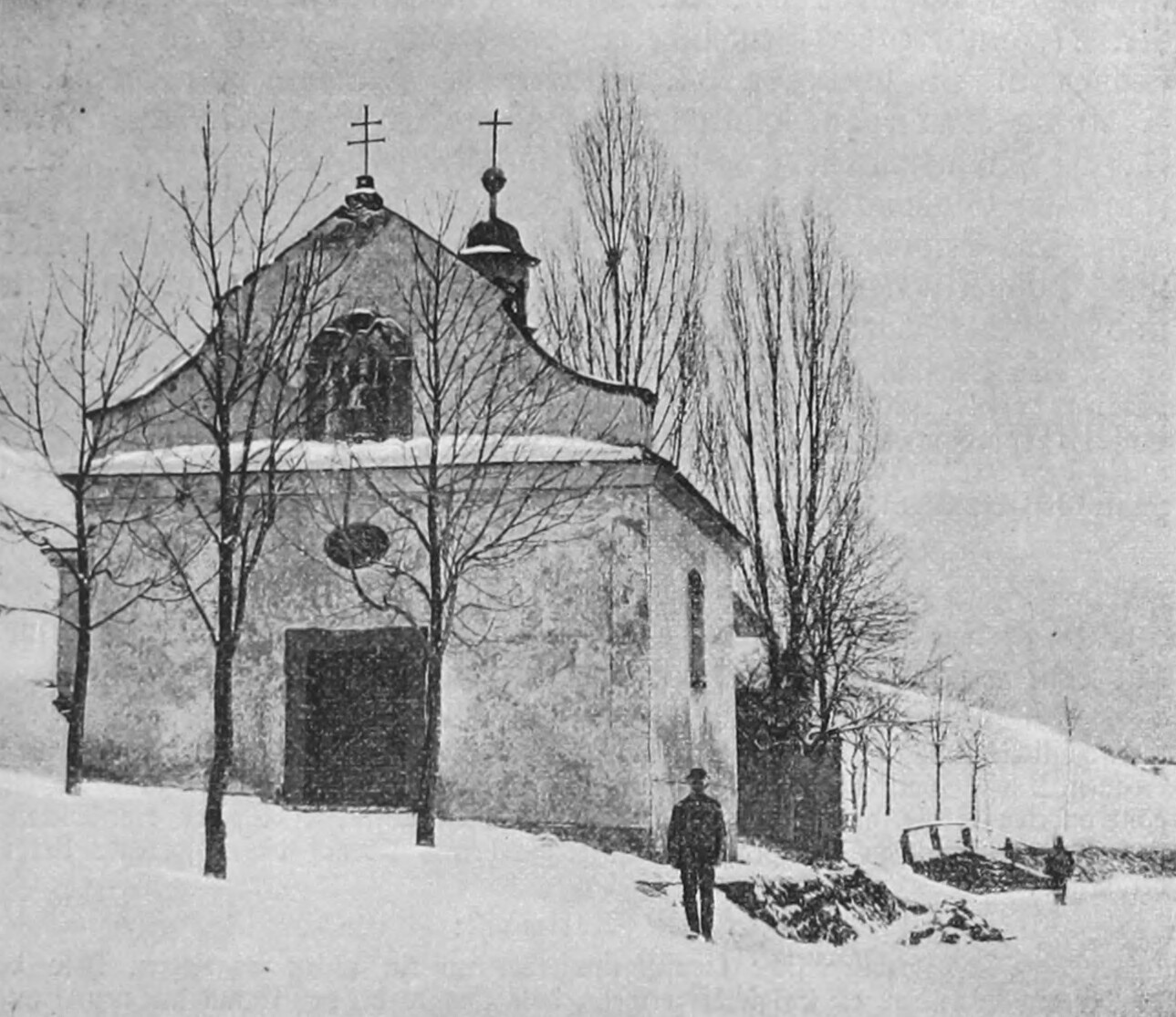
Kaple v zimě, fotografie z roku 1895
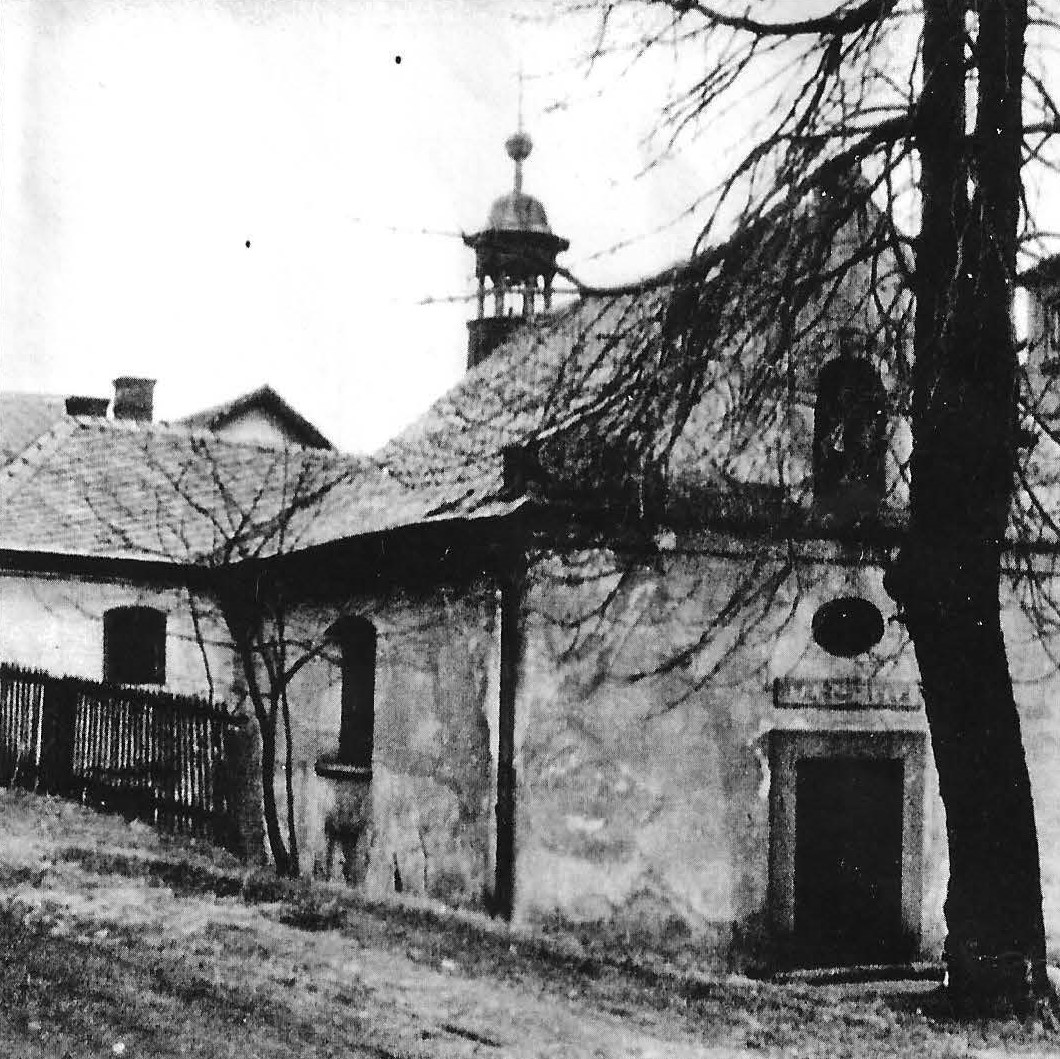
Nedatovaná fotografie
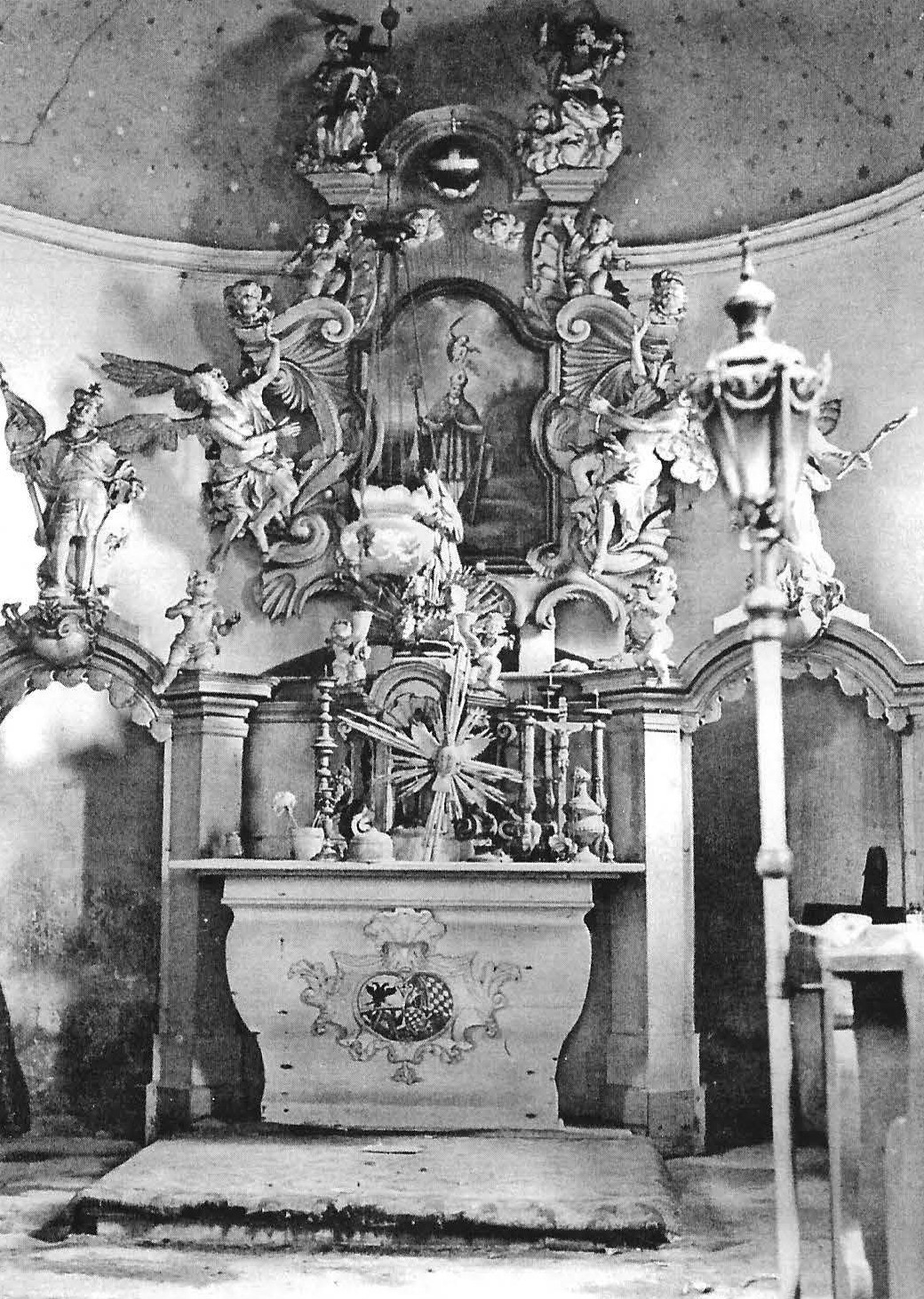
Nedatovaná fotografie oltáře
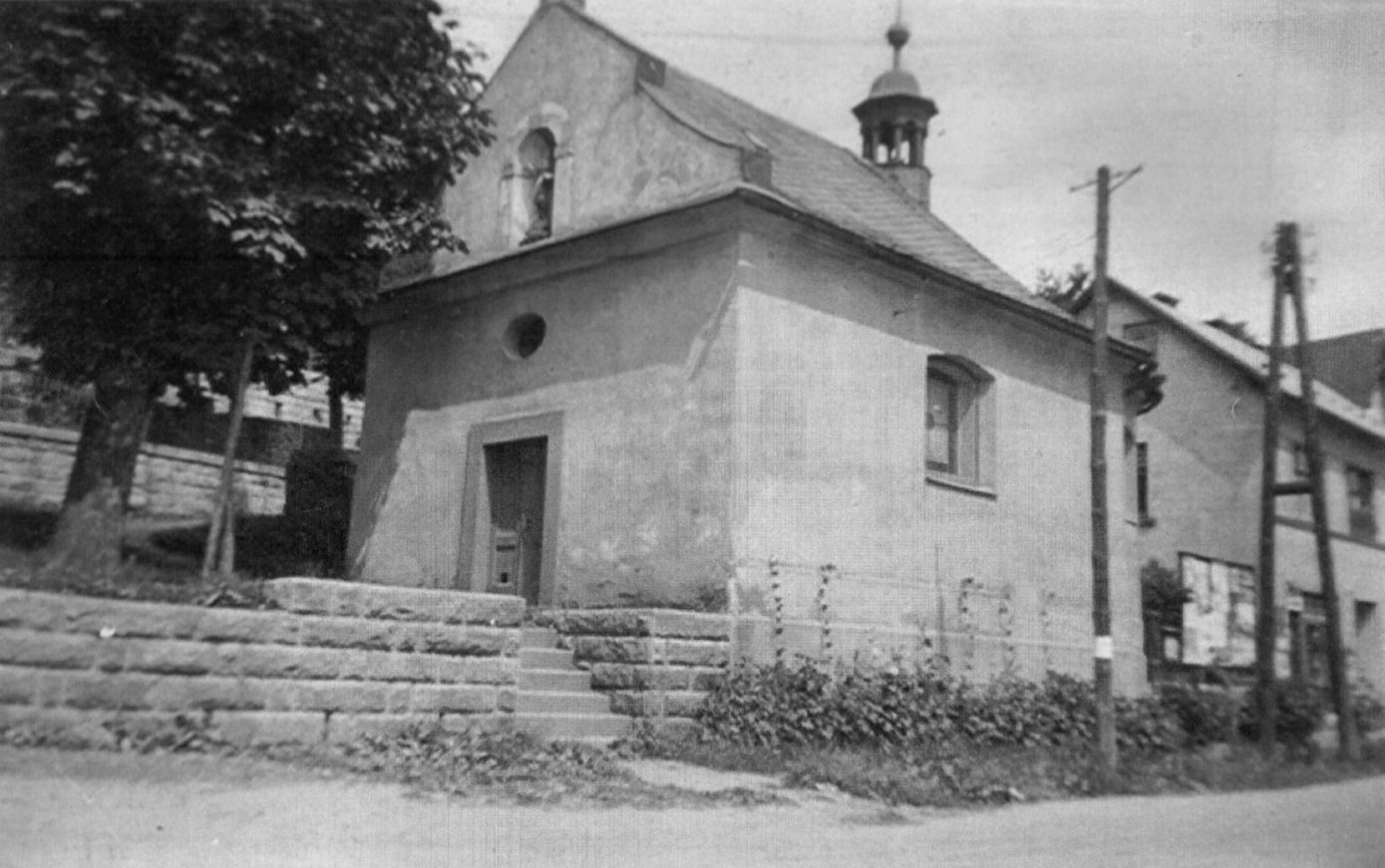
Stará fotografie z kroniky, asi 20. století
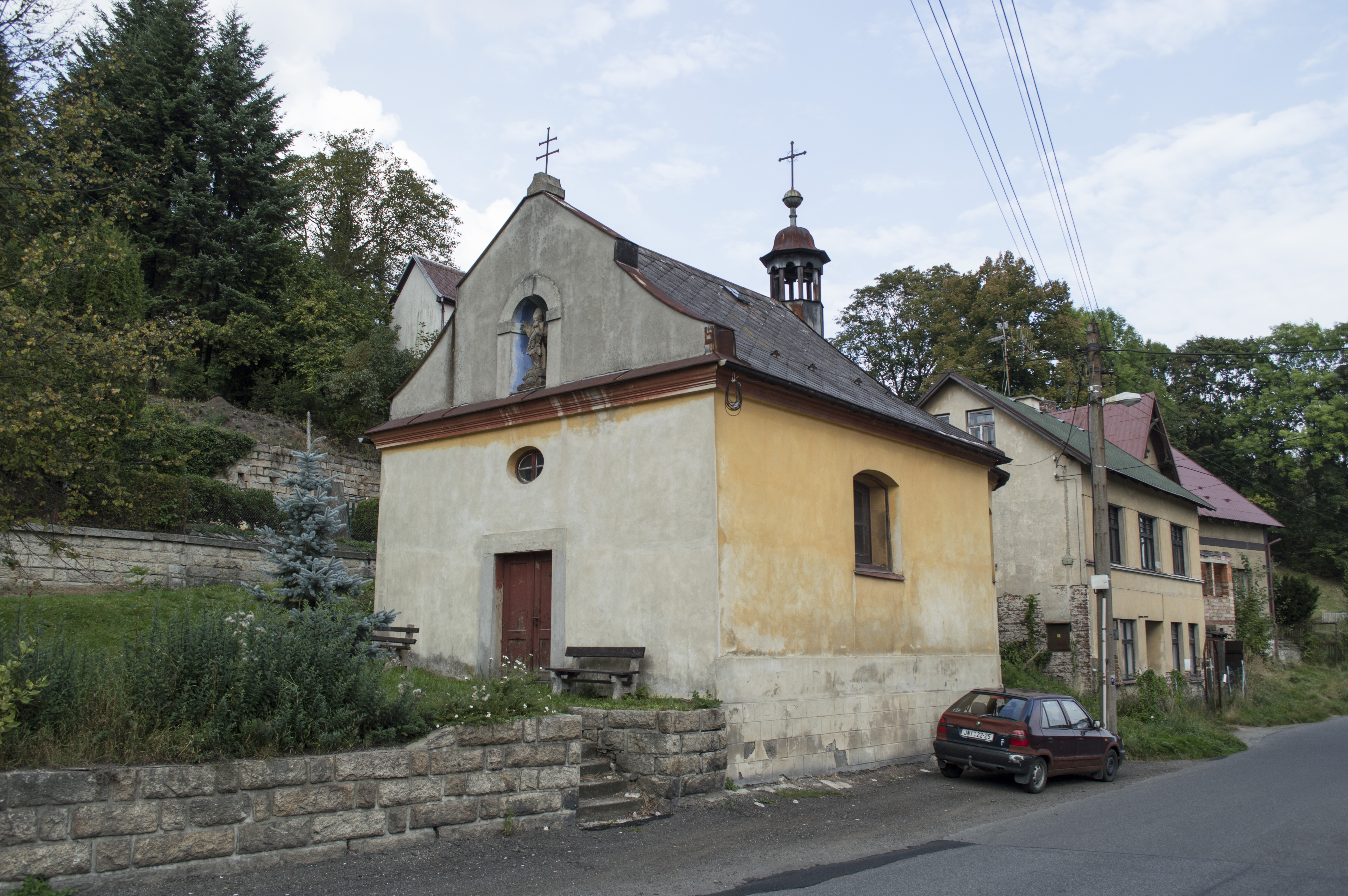
Kaple před rekonstrukcí, 2014
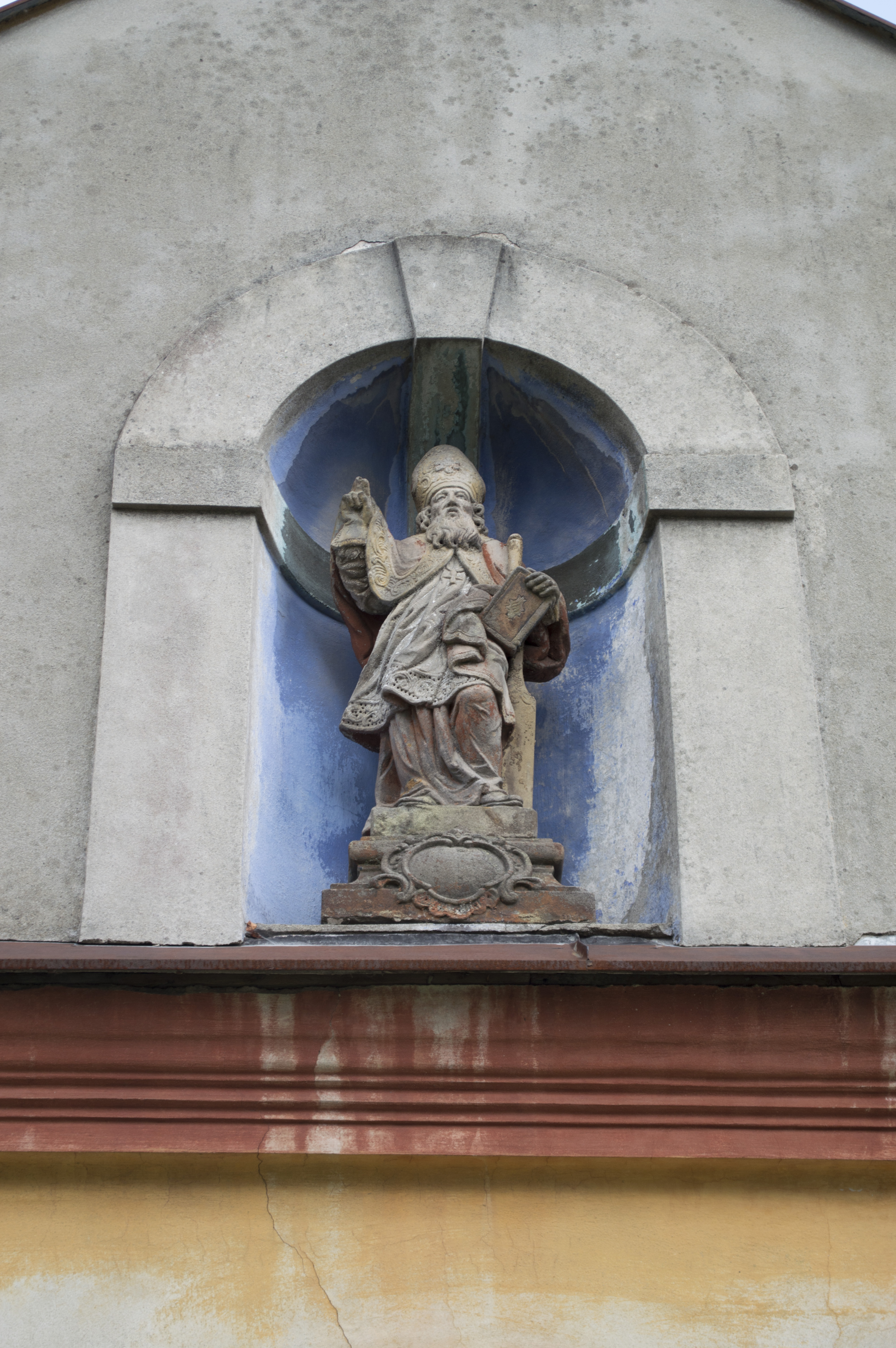
Socha sv. Vojtěcha, před rekonstrukcí

### Rekonstrukce
V letech 2017 a 2018 provedl Spolek Huť pro život rekonstrukci kaple. Kaple byla ze strany zavalená zeminou, střecha byla částečně propadlá, okapy děravé a zdivo kaple bylo silně vlhké. Rekonstrukcí byly zdi sanovány a opraveny, kaple opatřena novými okny a dveřmi s mříží, opravena byla také žulová podlaha v sakristii a okolí kaple. Spolek prováděl opravy z peněz od dárců a také díky sbírce, do které se zapojili i bývalí obyvatele Huti, dnes žijící v Neugablonz v Německu. Kromě truhlářských, kovářských a výkopových prací provedl spolek vše svépomocí. Z finančních důvodů nebyl zatím opraven interiér a vybavení kaple, podpora na opravu oltáře však byla roku 2019 navržena v Programu restaurování movitých kulturních památek Ministerstva kultury. V únoru 2019 byly veřejnosti představeny kresby Křížové cesty, jenž pro kapli vytvořila a darovala paní Marie Meisnerová.

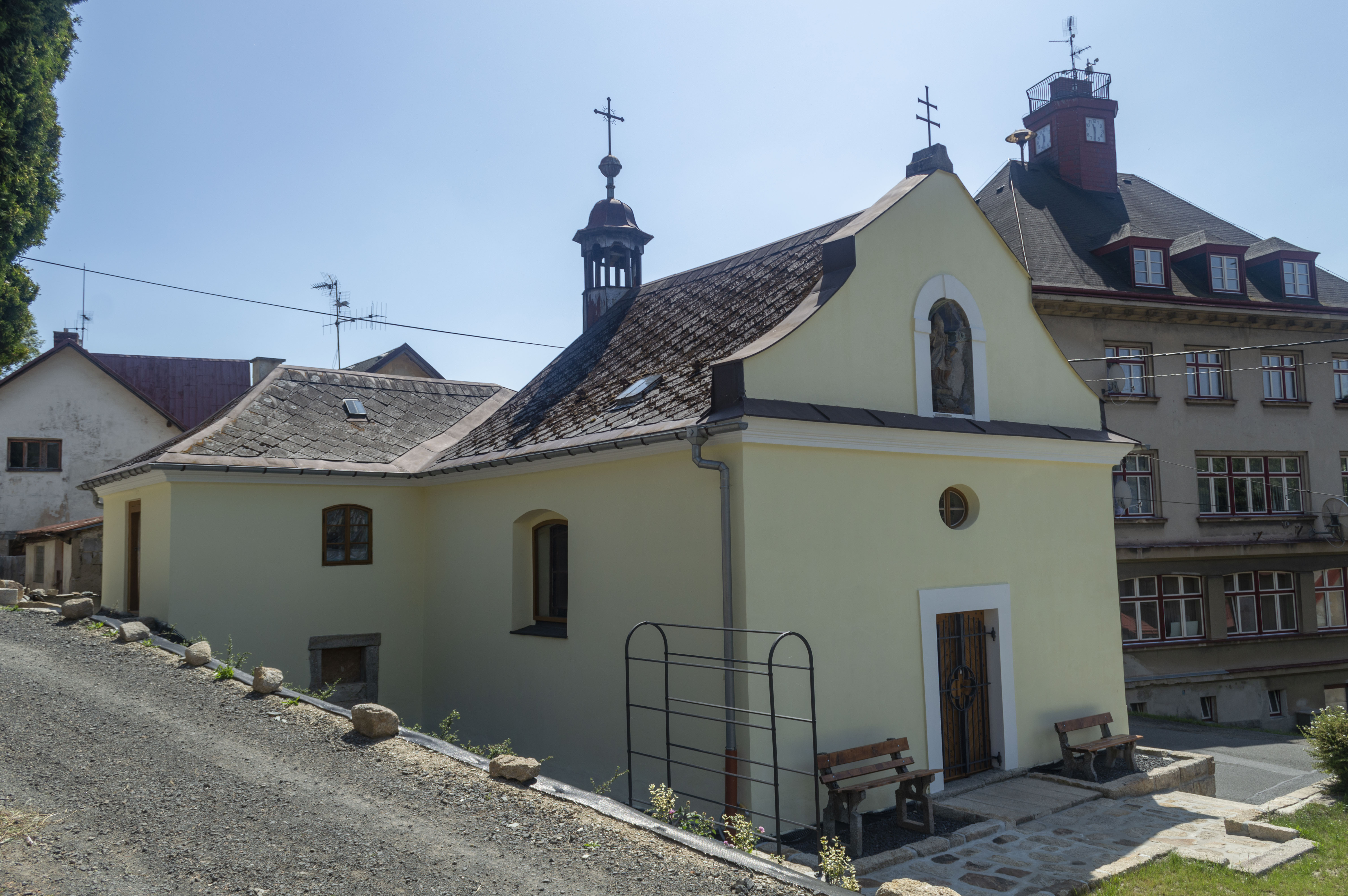
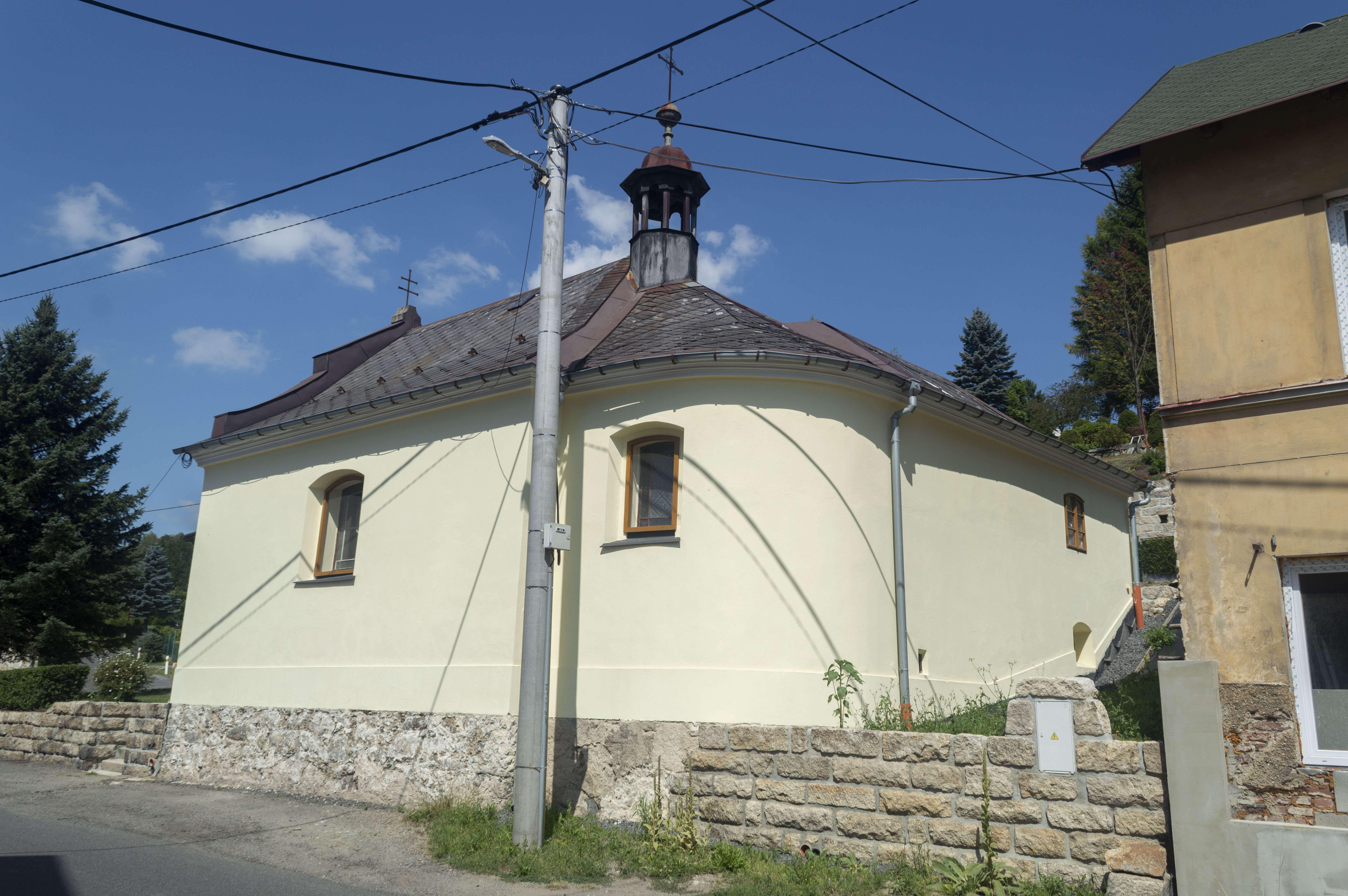
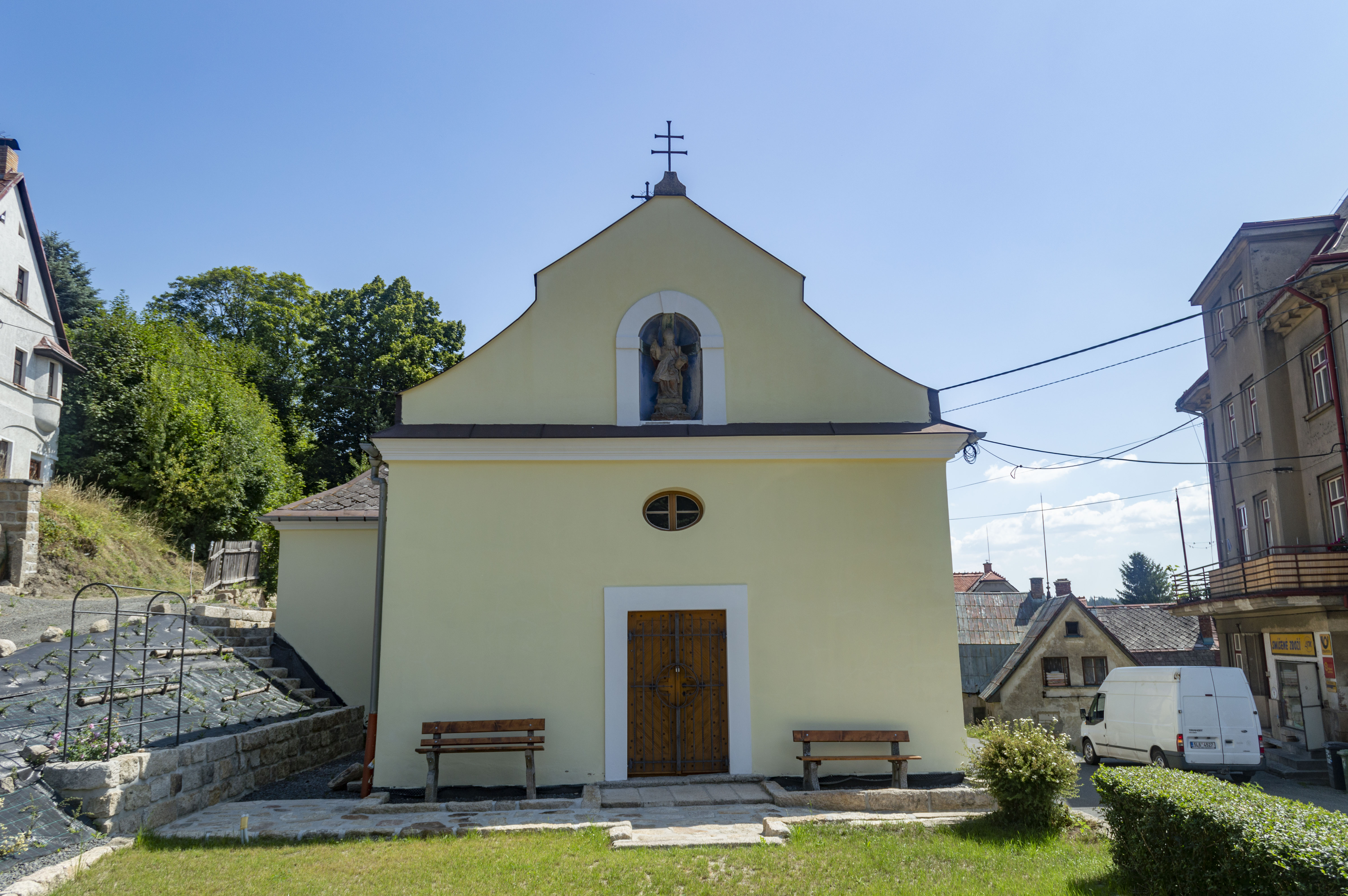